# Starý Vestec
Starý Vestec település Csehországban, a Nymburki járásban. Starý Vestec Semice, Přerov nad Labem, Velenka és Bříství településekkel határos. Lakosainak száma 233 fő (2024. január 1.).

## Népesség
A település lakosságának változását az alábbi diagram mutatja:
| Lakosok száma | 240  | 261  | 311  | 212  | 166  | 188  | 178  | 168  | 196  | 233  |
|               | 1869 | 1900 | 1921 | 1961 | 1980 | 2011 | 2016 | 2019 | 2021 | 2024 |